# Sinuhé, el egipcio (película)
Sinuhé, el egipcio (título original: The Egyptian) es una película estadounidense de 1954 basada en la novela homónima de 1945, del escritor finlandés Mika Waltari. Producida en CinemaScope por Darryl F. Zanuck para la 20th Century Fox. Tuvo como director a Michael Curtiz.

## Sinopsis
Sinuhé es un huérfano encontrado en una cesta de cañas flotando en el Nilo por un médico de los pobres. Crece y estudia para convertirse también en médico.
Conoce a Horemheb, que está estudiando para ser un estratega militar. Una mañana, mientras cazan leones los dos amigos salvan la vida del faraón Akenatón, por ello Sinuhé es nombrado médico de la corte y Horemheb, general de la guardia. Mientras tanto, Sinuhé conoce a una prostituta babilonia llamada Nefer y se enamora perdidamente de ella. Una sirvienta de la taberna que los amigos frecuentan, Merit, se enamora a su vez de Sinuhé, quien no la corresponde. Nefer, aprovechándose de la obsesión de Sinuhé por ella, le roba todos sus bienes y los de sus padres adoptivos, que luego se suicidan. Sinuhé, sin dinero para pagar el servicio, trabaja en la casa de embalsamamiento a cambio de la momificación de sus padres, y como tampoco tiene para una tumba, los entierra en la arena, entre las criptas suntuosas del Valle de los Reyes. Allí lo encuentra Merit, que le advierte que Akenatón lo ha condenado a muerte, pues mientras en la corte una de las hijas del soberano enfermó y murió, de lo que se le culpa por desaparecer de la corte. Ella le anima a huir de Egipto, y hacen el amor antes de que él tome un barco al extranjero. Deja Egipto junto a su siervo Kaptah, viajando a través de muchos países a lo largo de diez años y, en tanto, trabajando como médico empieza a enriquecerse.
Cuando él y su criado son llamados para curar a un caudillo hitita, descubren los planes de este último: el ataque a Egipto con armas de hierro, metal desconocido para los egipcios. Entonces Sinuhé decide volver para advertir a sus compatriotas. Egipto se encuentra en un período de decadencia: el pueblo no acepta la nueva religión del dios único, Atón, impuesta por el faraón, y la guerra civil se propaga. Sinuhé muestra a Horemheb la espada hecha con el hierro, y este explica al médico sus intenciones. Quiere que Sinuhé envenene al faraón para que así él pueda casarse con Baketamon, y convertirse en faraón.
Mientras tanto, Baketamon, la hermana de Akenatón, revela a Sinuhé su verdadero origen: es el hijo de una de las primeras esposas del Faraón y, por lo tanto, medio hermano de Akenatón, habiendo sido secuestrado y abandonado en el Nilo cuando era un bebé.
Durante la guerra civil, todos los adoradores de la nueva religión son perseguidos. Merit, quien tuvo un hijo con Sinuhé, es asesinada por los soldados, mientras que Kaptah consigue huir de Egipto con el hijo de Sinuhé. Después de la muerte de Merit, Sinuhé se une a la conspiración y envenena al faraón Akenatón. 
El faraón moribundo, sin embargo, habla de su religión en sus últimos momentos de vida, consiguiendo así la conversión de Sinuhé. Una vez muerto, Horemheb restaura los antiguos dioses y se convierte en el nuevo faraón, mientras que Sinuhé es exiliado al desierto del Sinaí de por vida cuando se descubre su conversión. En el exilio, Sinuhé escribe la historia de su vida, antes de morir, con la esperanza de que un día lo encuentre su hijo o uno de sus descendientes.

## Reparto
- Edmund Purdom[2] es Sinuhé.
- Jean Simmons es Merit.
- Gene Tierney es Baketamon.
- Victor Mature es Horemheb.
- Peter Ustinov es Kaptah.
- Bella Darvi es Nefer.
- Michael Wilding es Akenatón.
- Henry Daniell es Meker.
- John Carradine es el ladrón de tumbas.
- Tommy Rettig es Toth el hijo de Merit.
- Judith Evelyn es Tiy.

## Producción y estreno
- Para el personaje de Sinuhé, la producción había contactado con Dirk Bogarde y después con Marlon Brando, que rechazó ese papel para hacer el de Napoleón Bonaparte en la película Désirée, dirigida por Henry Koster.
- Para el personaje de Nefer, se había pensado en Marilyn Monroe, pero después se prefirió a Bella Darvi, amante de Darryl F. Zanuck.
- Aunque por entonces se rodaron varias películas más de temática egipcia, como El valle de los Reyes (1954) y Tierra de faraones (1955), la película no tuvo el éxito esperado, aunque fue nominada a un Óscar de la Academia por la fotografía de Leon Shamroy.
- Algunos de los decorados, vestuario y atrezzo de esta película fueron comprados por Cecil B. DeMille para Los Diez Mandamientos (1956). Como los acontecimientos de esta suceden unos setenta años más tarde que los de Sinuhé el Egipcio, esta reutilización crea una sensación no intencionada de continuidad.